# Club Social y Deportivo Puerto San José
El CSD Puerto San José es un club de fútbol guatemalteco del Puerto San José, Departamento de Escuintla. Ha jugado en diversas temporadas en la Liga Nacional de Fútbol de Guatemala siendo un buen representante del departamento de Escuintla. Actualmente juega en la Primera División de Guatemala, segunda categoría de su fútbol.